# 中外抄
『中外抄』（ちゅうがいしょう）は、院政期の聞書集。説話や日記に分類されることもある。知足院関白・藤原忠実（1078-1162年）の言談を大外記中原師元が筆録したもの。師元の姓「中原」と官「外記」を合わせて命名。全2巻。
保延3年（1137年）から久安4年（1148年）閏6月までの記事が上巻、同年7月から久寿元年（1154年）までの記事が下巻を成す。一話一話、日時と場所が克明に記されている。そのため、師元の日記から後日になって忠実の言談のみを抄出したとする見方もある。
漢字片仮名平仮名の仮名交じり文で記される。同じ談話者の『富家語』とともに、有職故実・公事を中心に当時の公家社会の実況を伝えて貴重である。
『江談抄　中外抄　富家語』（岩波書店「新日本古典文学大系」）がある。